# Канавалия мечевидная

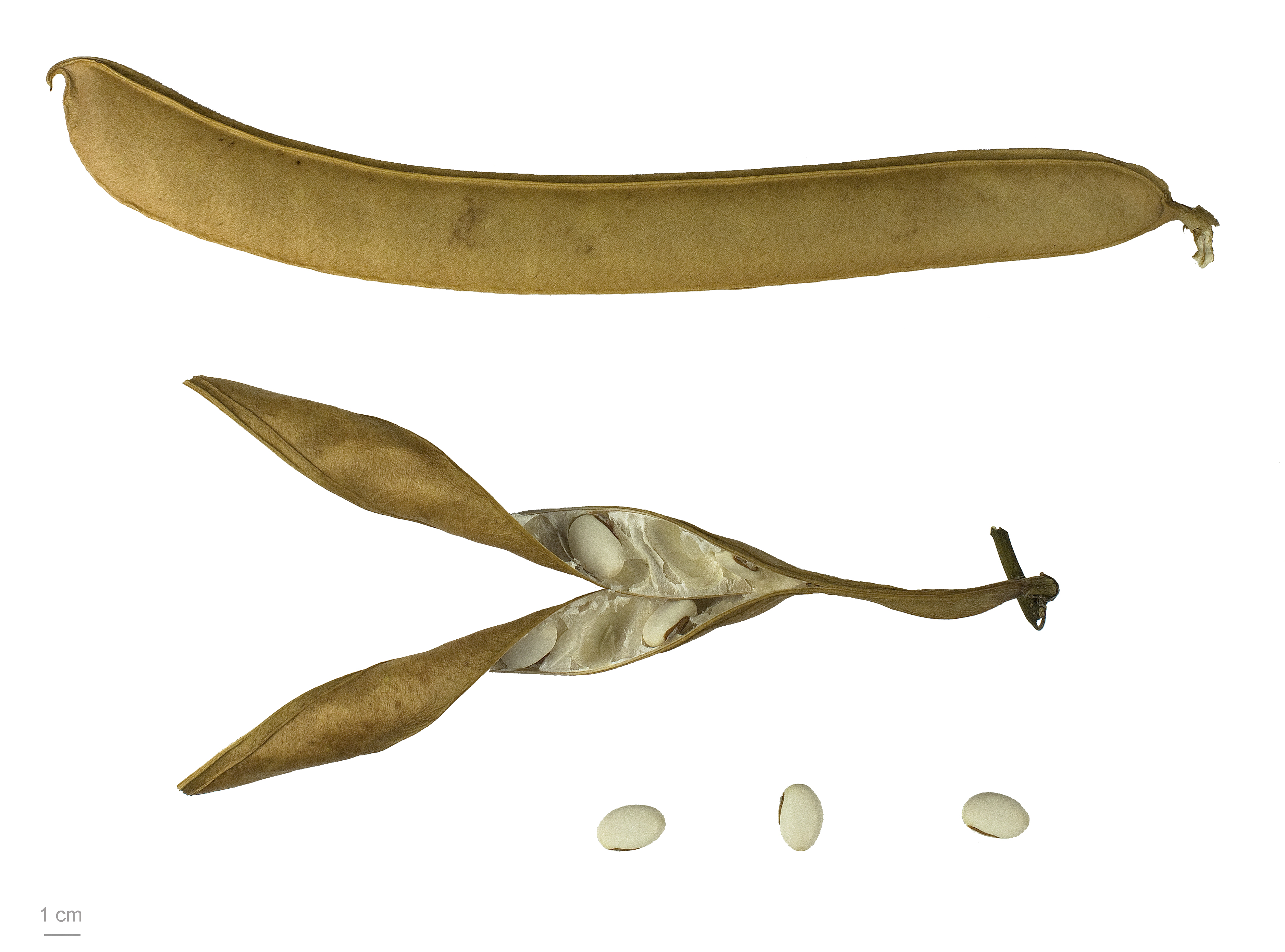
Canavalia ensiformis
Тулузский музеум

Канавалия мечевидная (лат. Canavalia ensiformis) — растение семейства Бобовые, вид рода Канавалия, происходящее из Центральной Америки.

## Биологическое описание
Двулетнее, низкорослое, обычно слегка вьющееся травянистое растение, 0,6-2 м высотой. Листья сложные парноперистые. Листочки яйцевидно-продолговатые, до 10-12 см длиной. Цветки крупные, 2-2,5 см длиной, собраны в крупные кисти до 30-35 см длиной. Плод — боб.

## Химический состав
Семена растения содержат фермент уреазу. Его там в 15 раз больше, чем в семенах сои. Кроме того в них в свободном виде содержится природная аминокислота канаванин, которая рассматривается, как аналог аргинина.

## Использование
Канаванин обладает антибиотическими свойствами. Он способен подавлять рост бактерий и грибов. Трава канавалии мечевидной используется в качестве сидерата, то есть для обогащения почвы азотом. Лектин конканавалин A обладает митогенными свойствами в отношении лимфоцитов.